# Ehretia dicksonii
Ehretia dicksonii ist ein Baum in der Familie der Raublattgewächse aus China, Taiwan, Japan, Vietnam und dem Himalaya.

## Beschreibung
Ehretia dicksonii wächst als laubabwerfender Baum bis über 15 Meter hoch. Der Stammdurchmesser erreicht über 40 Zentimeter. Die grobe Borke ist grau-braun und furchig.
Die Laubblätter sind kurz gestielt und wechselständig. Sie sind eiförmig bis verkehrt-eiförmig, manchmal elliptisch bis rundlich, spitz, seltener stumpf bis abgerundet und gesägt. Die Blätter sind bis 25 Zentimeter lang sowie unterseits dicht weich behaart, oberseits sind sie feinborstig und rau. Der teils rinnige Blattstiel ist behaart.
Es werden endständige, kurze Schirmrispen oder Rispen gebildet. Die duftenden, weißen bis gelblichen, zwittrigen und fünfzähligen Blüten sind fast sitzend mit doppelter Blütenhülle. Der becherförmige Kelch ist klein mit spitzen Zipfeln. Die Kronblätter sind becherförmig verwachsen mit kürzeren, zurückgelegten Zipfeln. Die Staubblätter sind leicht vorstehend. Der Fruchtknoten ist oberständig mit einem zweiästigen Griffel und kleinen Narben.
Es werden kleine, rundliche bis eiförmige, etwa 1–1,5 Zentimeter große, glatte und gelbliche, bis viersamige, bespitzte Steinfrüchte am beständigen Kelch gebildet. Der Steinkern ist zweiteilig.

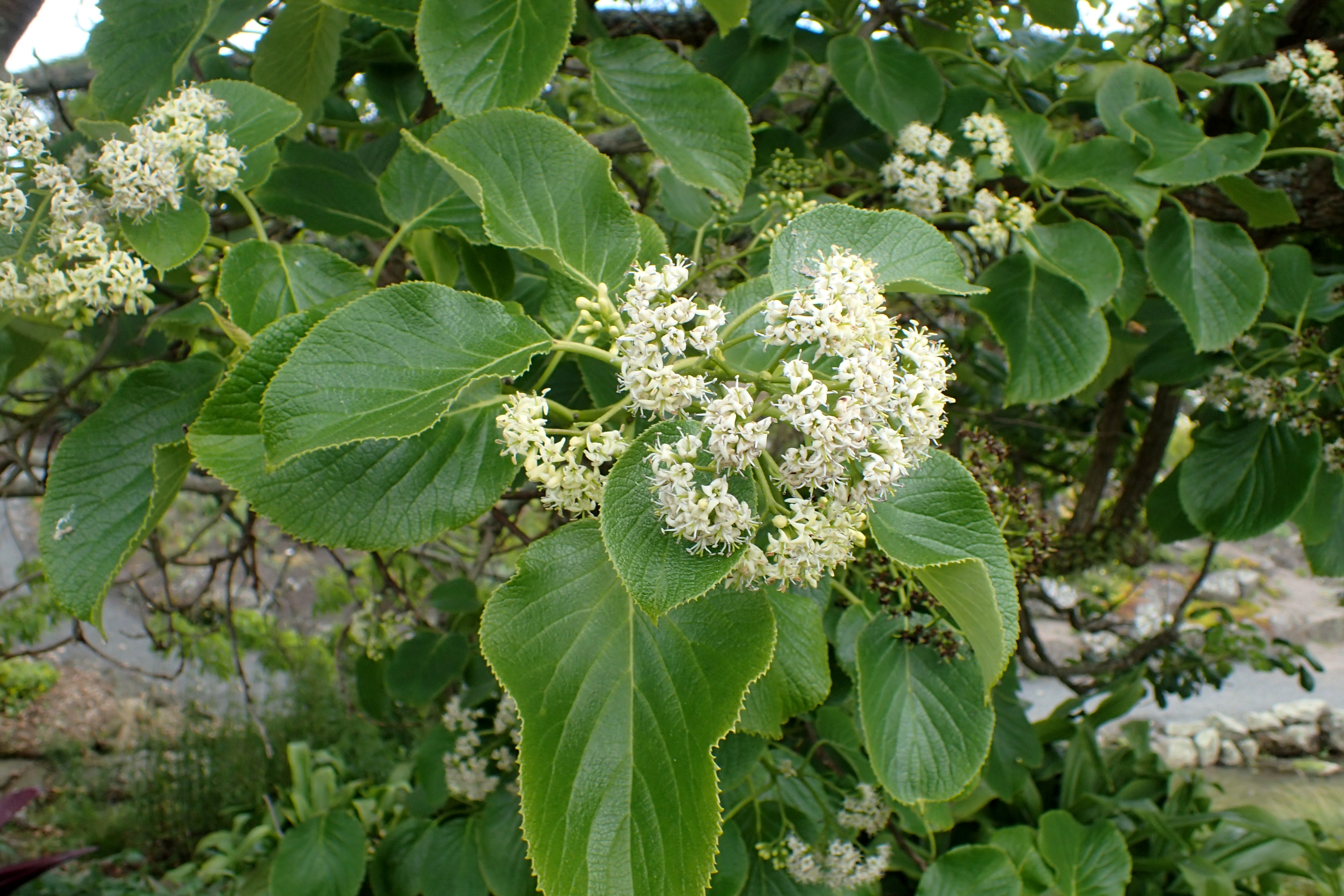
Blütenstand
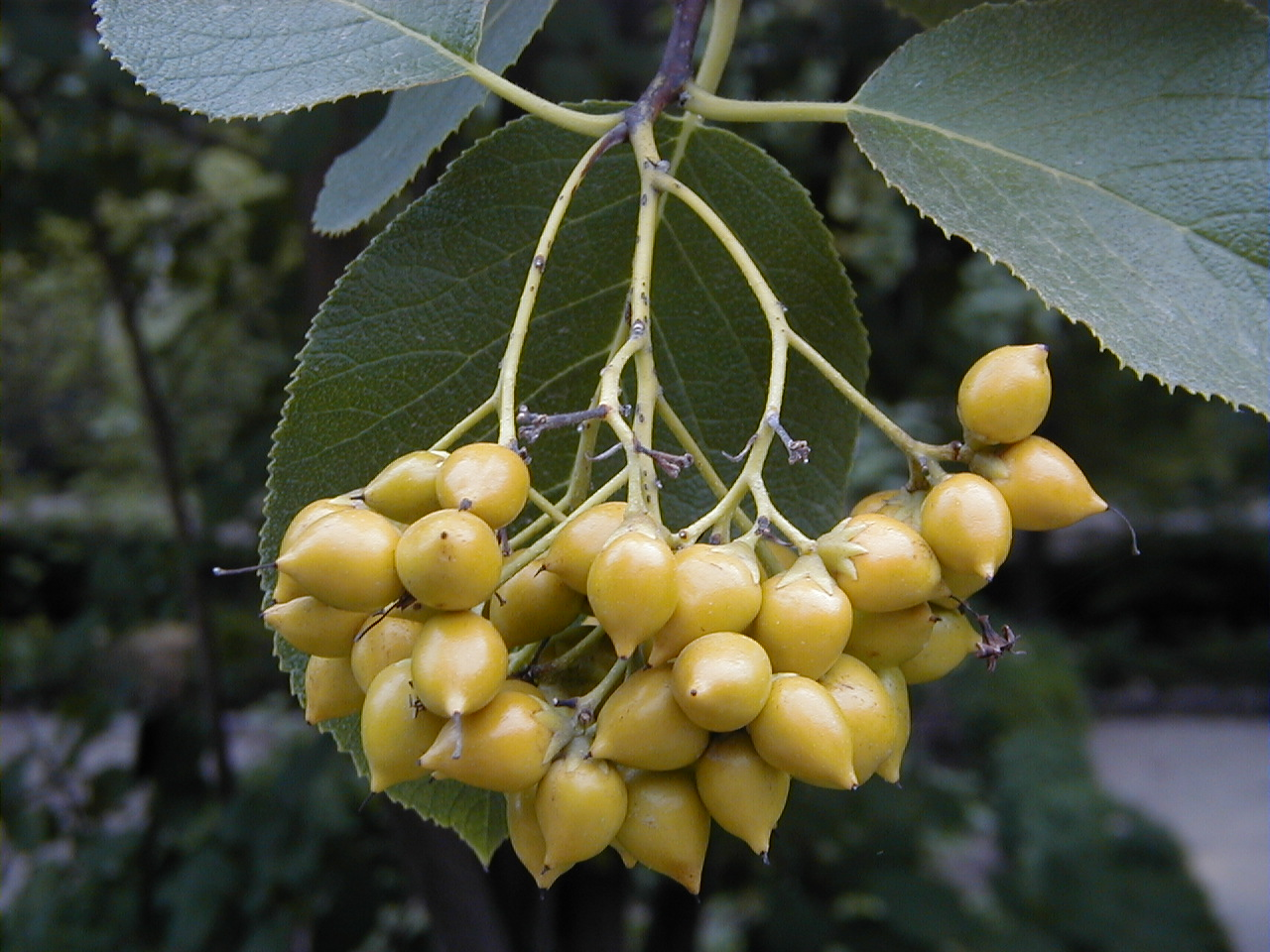
Fruchtstand